# هانس کورشمن

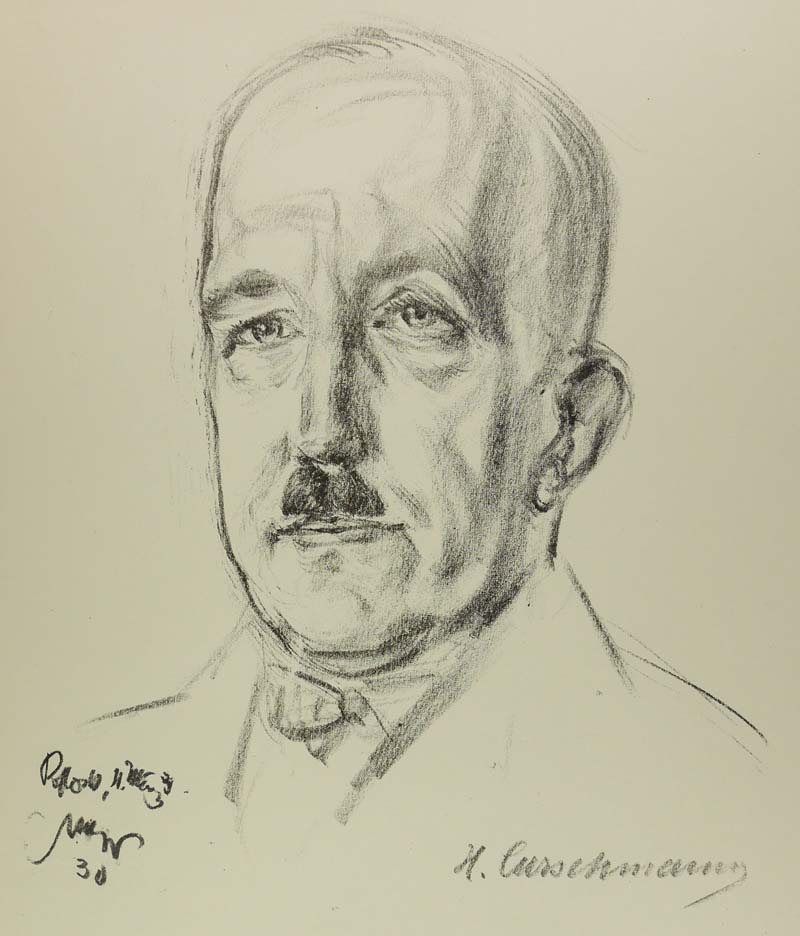
امیل استامپ : هانس کورشمن (۱۹۳۰)

هانس هاینریش کورشمن (۱۴اوت ۱۸۷۵، در برلین - ۱ مارس ۱۹۵۰) یک پزشک و متخصص مغز و اعصاب آلمانی بود که به دلیل سندرم کورشمن-باتن-اشتاینرت به یاد می‌آید.
او در دانشگاه های فرایبرگ، لایپزیش و مونیخ حضور یافت و در سال ۱۹۰۰ مدرک دکترای خود را گرفت. از سال ۱۹۰۰ تا ۱۹۰۷ در لایپزیش، هایدلبرگ ، برلین و توبینگن کار کرد و از سال ۱۹۰۷ تا ۱۹۱۶پزشک ارشد بیمارستان شهر ماینتس بود. در سال ۱۹۱۶ مدیر کلینیک پزشکی روستوک شد و در سال ۱۹۲۱ استاد شد.
"کلیلنیک کورشمن" در تیمندورفر استرند، یک بیمارستان تخصصی برای مراقبت های پس از حمله قلبی، به نام او نامگذاری شده است. 

## لینک های خارجی
Hans Curschmann در وبگاه هونِـیمدئیت؟